# Andrea Lüdke

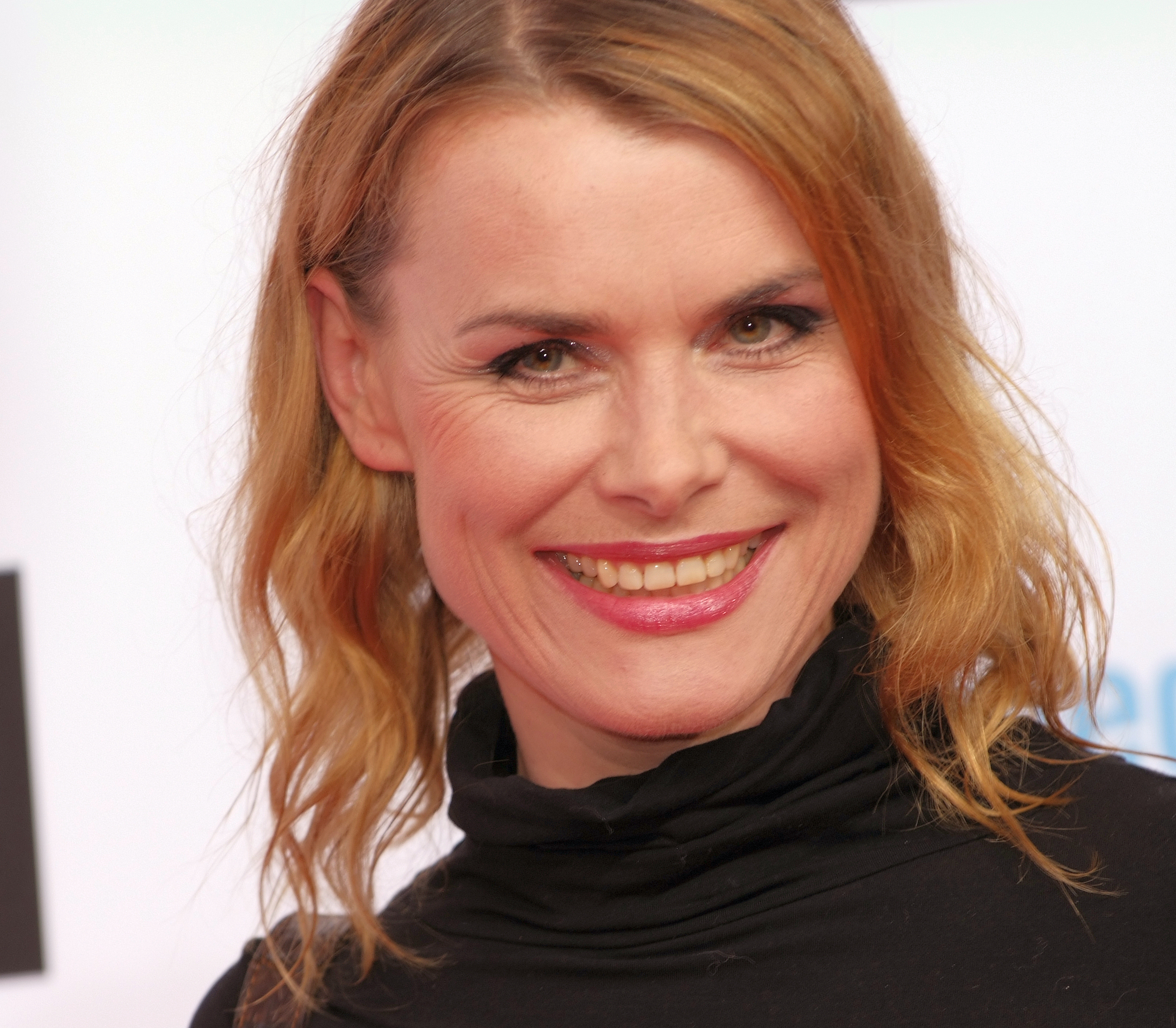
Andrea Lüdke (2012)

Andrea Lüdke (* 1. September 1963 in Oebisfelde, Bezirk Magdeburg, DDR) ist eine deutsche Schauspielerin.

## Leben
Andrea Lüdke wuchs nahe der innerdeutschen Grenze in Buchhorst auf, wo ihre Eltern einen Bauernhof besaßen.
Ihre Karriere begann beim Theater der Altmark in Stendal. Anfangs arbeitete sie dort als Bühnentechnikerin. Später wurde sie Regieassistentin und kam in dieser Funktion auch gelegentlich auf der Bühne zum Einsatz, wenn gerade eine Schauspielerin ausfiel. Durch diese neue Erfahrung inspiriert, besuchte sie von 1983 bis 1987 die Hochschule für Schauspielkunst „Ernst Busch“ in Ost-Berlin. Anschließend wurde sie vom Berliner Maxim-Gorki-Theater als Absolventin engagiert und arbeitete zudem für diverse Film- und Fernsehproduktionen.
Nachdem sie im Juli 1989 von einem Verwandtenbesuch im westdeutschen Kassel nicht in die DDR zurückgekehrt war, zog sie nach Hamburg.
Bekannt wurde sie einem Millionenpublikum vor allem in der Rolle der Streifenpolizistin Tanja König, die sie von 1995 bis 1998 an der Seite von Jan Fedder in der Serie Großstadtrevier spielte. Sie verließ die Serie, weil sie neue Herausforderungen suchte. Danach absolvierte sie unter anderem auch Gastauftritte in zahlreichen Krimiserien wie beispielsweise in Ein Fall für zwei, Polizeiruf 110, SOKO Köln, Wolffs Revier oder Notruf Hafenkante. Von März bis Dezember 2018 spielte Lüdke in der 15. Staffel der ARD-Telenovela Rote Rosen die Rolle der Eva Pasch.
Immer wieder steht sie auch auf der Bühne, so unter anderem in 2009 im Altonaer Theater, wo sie in dem Theaterstück Adrian, der Tulpendieb die Rolle der Mechthild van der Valckert verkörperte und in der Spielzeit 2011/12 in Shoppen als Susanne zu sehen war. Seitdem spielt sie Jessika Höfel in dem Erfolgsstück „Frau Müller muss weg“ auf Deutschland-Tournee für die Konzertdirektion Landgraf und tourte für die Komödie am Kurfürstendamm unter der Regie von Jochen Busse mit „4nach40“.
Lüdke lebt in Hamburg. Neben ihrer Muttersprache Deutsch spricht sie auch Englisch und Russisch.
Ihre Tochter Milena Tscharntke ist ebenfalls als Schauspielerin tätig.

## Filmografie (Auswahl)
- 1986: Schauspielereien (Fernsehserie, 1 Folge)
- 1987: Wie die Alten sungen…
- 1987: Die Alleinseglerin
- 1988: Mit Leib und Seele
- 1988: Vater gesucht
- 1989: Der Staatsanwalt hat das Wort: Geisterfahrer
- 1989: Der Staatsanwalt hat das Wort: Blaue Taube soll fliegen
- 1990: Alter schützt vor Liebe nicht
- 1991: Die Männer vom K3 (Fernsehserie, 1 Folge)
- 1992: Wir Enkelkinder
- 1992: Herwarth Walden und der Sturm
- 1992: Zärtliche Erpresserin
- 1992–1995: Freunde fürs Leben (Fernsehserie)
- 1993–1995: Sylter Geschichten (Fernsehserie)
- 1994: Nacht der Frauen
- 1995–1998: Großstadtrevier (Fernsehserie, 52 Folgen)
- 1995: Inseln unter dem Wind
- 1996: Freundschaft mit Herz
- 1997: Die Drei
- 1998: Wolffs Revier (Fernsehserie, 1 Folge)
- 1999–2006: In aller Freundschaft (Fernsehserie, 3 Folgen, verschiedene Rollen)
- 1999: Die Strandclique (Fernsehserie)
- 1999–2001: Die Rettungsflieger (Fernsehserie, 6 Folgen)
- 1999: Verschwunden
- 2000: Zurück auf Los!
- 2000: Herzschlag – Das Ärzteteam Nord (Fernsehserie, 1 Folge)
- 2000: Polizeiruf 110: Bruderliebe
- 2000–2007: Ein Fall für zwei (Fernsehserie, 2 Folgen, verschiedene Rollen)
- 2001: Zwei Männer am Herd
- 2001: Ein Geschenk der Liebe
- 2002: Verliebt in Bermuda
- 2003: Für alle Fälle Stefanie (Fernsehserie, 2 Folgen)
- 2003: Evelyn Hamanns Geschichten aus dem Leben (Fernsehserie, 1 Folge)
- 2004: Zwei Profis (Fernsehserie, 1 Folge)
- 2004: Mit Samt und Seide
- 2005: Goldjunge
- 2006: SOKO Köln (Fernsehserie, 1 Folge)
- 2007: Eine stürmische Bescherung
- 2008: Kreuzfahrt ins Glück (Fernsehserie, 1 Folge)
- 2008: Unser Mann im Süden
- 2008: Mord in bester Gesellschaft (Fernsehserie, 1 Folge)
- 2010: Haltet die Welt an
- 2010: Da kommt Kalle (Fernsehserie, 1 Folge)
- 2011–2022: Notruf Hafenkante (Fernsehserie, 2 Folgen, verschiedene Rollen)
- 2012: Morden im Norden (Fernsehserie, 1 Folge)
- 2012: SOKO München (Fernsehserie, 1 Folge)
- 2014: Stubbe – Von Fall zu Fall (Fernsehserie, 1 Folge)
- 2014: Familie Dr. Kleist (Fernsehserie, 1 Folge)
- 2015: Letzte Ausfahrt Sauerland
- 2018: Neues aus Büttenwarder (Fernsehserie, 1 Folge)
- 2018: Rote Rosen (Fernsehserie, 197 Folgen)
- 2023: Dormant (Kurzfilm)
- 2025: Morden im Norden (Fernsehserie, Folge Der tote Clown)

## Theater (Auswahl)
- 1987/89: Die Barbaren, Rolle: Stjopa, Regie: Albert Hetterle
- 1987/89: Amadeus, Rolle: Constanze, Regie: Wolfram Krempel, Maxim-Gorki Theater Berlin
- 1989–91: Deutsches Schauspielhaus Hamburg:
  - Unter dem Milchwald, Rolle: Polly Garter, Lily Slip, Regie: Michael Bogdanov
  - Der Sturm, Rolle: Miranda, Regie: Michael Bogdanov
  - Stützen der Gesellschaft, Rolle: Eva Perlemann, Regie: David Mouchtar Samurai
- 1991: Gerettet, Rolle: Pam, Regie:Dietrich Haugk, Kammerspiele Hamburg
- 1991/92: Agamemnon, Rolle: Kassandra, Regie: Davud Bouchehri, Staatsoper Hamburg – Opera Stabile
- 1998: König Lear, Rolle: Cordelia/Narr, Regie: Axel Schneider, Altonaer Theater
- 2002: Ein komisches Talent, Rolle: Jacie F.0133, Regie: Frank-Lorenz Engel, Altonaer Theater
- 2003: Das Blut, Rolle: Junge Frau, Junge Paketzustellerin, Regie: Helmut Stauss, Hamburger Kammerspiele
- 2009: Adrian, der Tulpendieb, Rolle: Mechthild van den Valckert, Regie: Axel Schneider, Altonaer Theater
- 2011/12: Shoppen, Rolle: Susanne, Regie: Katja Wolff, Komödie Winterhuder Fährhaus
- 2013–2016: Frau Müller muss weg, Rolle: Jessica Höfel, Regie: Kay Neumann, Tourneetheater Landgraf
- 2014–2016: Ziemlich beste Freunde, Rolle: Magalie, Regie: Jean-Claude Berutti, Hamburger Kammerspiele
- 2014/15: 4 nach 40, Rolle: Petra Zech Barufski, Regie: Jochen Busse, Komödie Winterhuder Fährhaus + Tournee

## Auszeichnungen
- 1986: Erich-Weinert-Medaille, Kunstpreis der FDJ[10]